# Fentonia yuna
Fentonia yuna är en fjärilsart som beskrevs av Yang 1978. Fentonia yuna ingår i släktet Fentonia och familjen tandspinnare. Inga underarter finns listade i Catalogue of Life.